# Broń obuchowa miażdżąca

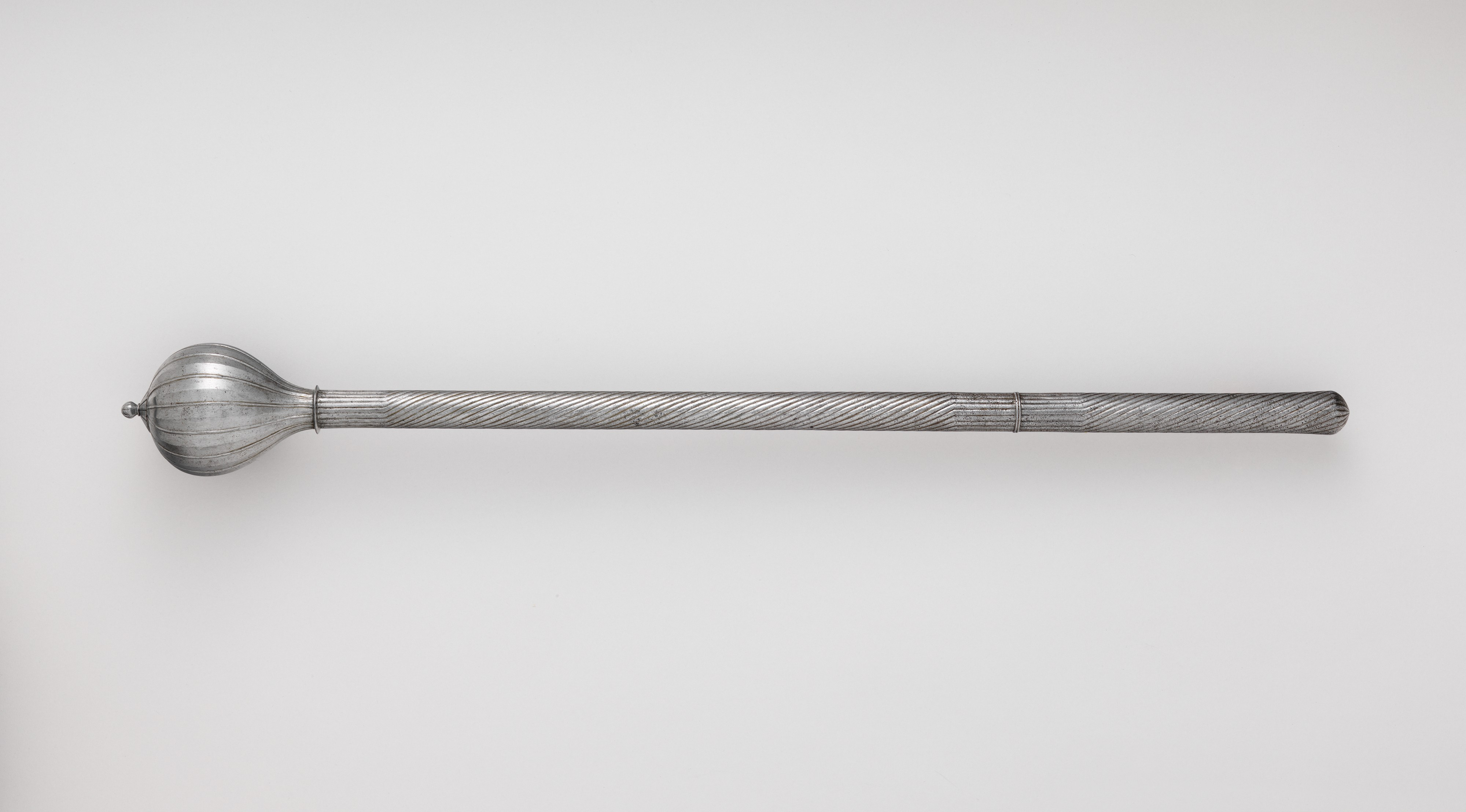
Buława – przykład broni obuchowo miażdżącej

Broń obuchowa miażdżąca − typ broni obuchowej, przeznaczonej do niszczenia lekkich pancerzy wroga (kolczug, brygantyn, karacen itp.), bez powodowania otwartych ran, ale mający skutkować odniesieniem rozległych obrażeń wewnętrznych, co skutecznie miało eliminować wroga z walki.
Broń obuchowa miażdżąca obejmuje szeroki arsenał, zaczynając od prostych w budowie cepów i młotów bojowych, poprzez pochodzące od maczug wekiery, a kończąc na mających swój rodowód na Wschodzie buzdyganach i buławach.

## Historia
Ten typ oręża przeżywał swój rozkwit podczas starożytności i średniowiecza, kiedy to na szeroką skalę używano prostych pancerzy, które chronić miały przed ciosami zadawanymi bronią sieczną, jednak w starciu z bronią obuchową były już o wiele mniej efektywne. Dopiero wprowadzone w późnym średniowieczu sztywne zbroje płytowe zmniejszały ryzyko odniesienia obrażeń. To z kolei wpłynęło na wzmożone prace nad rozwojem broni miażdżącej.
Od XV-XVI wieku broń obuchowa miażdżąca zaczęła stopniowo zanikać. Wiązało się to z rozpowszechnieniem broni palnej, która spowodowała, że zaczęto wycofywać z użytku zbroje, przez co broń obuchowa stała się niepotrzebna, a do tego bardzo nieporęczna w starciu z lekką bronią sieczną, taką jak rapier czy szpada.
Broń miażdżąca przestała mieć jakiekolwiek znaczenie wojskowe z końcem średniowiecza, choć nadal była używana jako broń chłopska podczas powstań do XVIII a nawet XIX wieku. Niektóre rodzaje broni obuchowej (buława, buzdygan) przekształciły się w oznaki władzy wojskowej.
W dzisiejszych czasach, mimo całkowitego wycofania broni obuchowej z zastosowań militarnych, niektóre jej egzemplarze (np. pałka policyjna, pałka teleskopowa, nunchaku, kastet itp.) nadal są stosowane podczas walki.